# 朱の盆

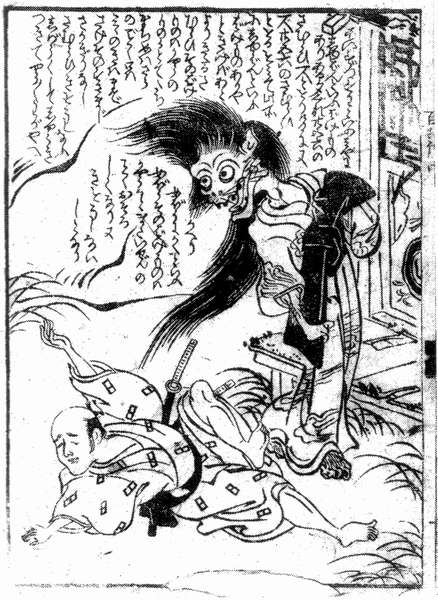
『御伽百物語』より「しゆばんといふばけもの」、松木主膳作、月岡丹下画、1776年（安永5年）

朱の盆（しゅのぼん）は日本の妖怪。一般的には朱の盤、首の番などと書かれ、いずれも「しゅのばん」と読み、本来の名称は「しゅのばん」である（後述）。『諸国百物語（延宝5年、1677年）』では「首の番」、『老媼茶話（ろうおうさわ、寛保2年、1742年）』では「朱の盤」と記されている。恐ろしい顔を見せて人を驚かせる妖怪で、この妖怪に会うと魂を抜かれるとされる。

## 概要
『老媼茶話』に、朱の盤（しゅのばん）が登場する話が2話ある。『諸国百物語』では首の番という表記で、その2と同じ話がある。

### その1
越後（今の新潟県）から江戸に向かって旅する2人の男がいた。途中、荒れ野で道に迷って日が暮れたが、1軒のあばら家があり、老婆が1人いた。一夜の宿を請うと老婆は快く招き入れ、1人の男はすぐに熟睡してしまった。もう1人の男が見ていると、老婆の舌が5尺（1.5メートル）も伸び、眠っている男の頭をなめ回す。気味悪く思うと、外から「舌長姥（したながうば）、なぜ早くやらないか」と言う声がする。誰だと老婆が問うと、「朱の盤坊だ、手伝おうか」と言って入ってきた。見ると6尺（1.8メートル）もある赤い顔をした坊主である。男がとっさに道中差（武士以外の旅人が携帯を許された短い刀）を抜いて斬り付けると朱の盤は消え失せたが、舌長姥も眠っている男を抱えて外に飛び出したと見るや、家も消えて旅人は1人荒れ野に取り残された。日が昇って周囲を見ると、遠くの草むらで、連れ去られた男が全身の肉をすっかりなめ取られて白骨になっていた。

### その2
会津の諏訪の宮に朱の盤という化け物が出るとの話を聞き、山田角之進という若侍がその正体を見届けようと夜中に出かけた。すると別の若い侍に出会ったので、四方山話のついでに、「ここには朱の盤というものが出るそうであるが、貴殿はご存知か?」と問うと、相手の侍が「それはこのようなものでござるか」と言って見せた顔は、満面朱を流したように赤く、髪は針のようで、額には1本の角、目は星のように輝き、口は耳まで裂け、牙をかみ鳴らす音は雷鳴のとどろくようであった。角之進は余りの恐ろしさに気を失った。しばらくして息を吹き返し、夜道を急ぐと1軒の家があり、女房が1人で留守番をしていた。ようよう安堵して、先刻化け物に出会った云々の話をすると女房は、「それは大変な目にあわれました。してその化け物はこんな顔でありましたか」と言って、またさっきの化け物の顔になった。角之進は家を飛び出し、やっと自宅に逃げ戻ったが、100日寝込んだ末に亡くなったという。
その2の型は、のっぺらぼうなどのように、各地に伝わる再度の怪（化け物が2度続けて同じ人を驚かせる）に当てはまる型である。

## 名称
『老媼茶話』をはじめとして、「しゅのばん」（朱の盤）あるいは「しゅばん」という名称が一般的である。また、細川幽斎による『源氏物語』への註の中に「朱ノ盤トイフ絵物語アリ」との記述があり、原本が散逸してしまい内容は不明ながら古い絵巻物作品に「しゅのばん」という名のものがあったらしいことが確認できる。
1762年（宝暦12年）の浮世草子奇談集『咡千里新語（ささやきせんりしんご）』収録の「三之巻 第一 茶碗児（ちゃわんちご）の化物」には「南部興福寺にいろいろの化物あり」として、奈良県の興福寺の伝承とされる7種類の妖怪の名の中に「大鳥居の主盆（しゅぼん）」とあり、朱の盆の伝承が奈良の興福寺にあった可能性が示唆されている。「大鳥居」とは興福寺の鎮守である春日大社の一の鳥居のことである。
「しゅのぼん」（朱の盆・朱の盤）という呼び方は昭和以後に発生した。水木しげるの漫画作品『ゲゲゲの鬼太郎』に登場する妖怪として「しゅのぼん」という表記がされている。「朱の盆」という表記は「しゅのぼん」という呼称が先行して、漢字があてられたものと考えられる。

## 形態

境港市水木しげるロードに設置された朱の盆のブロンズ像

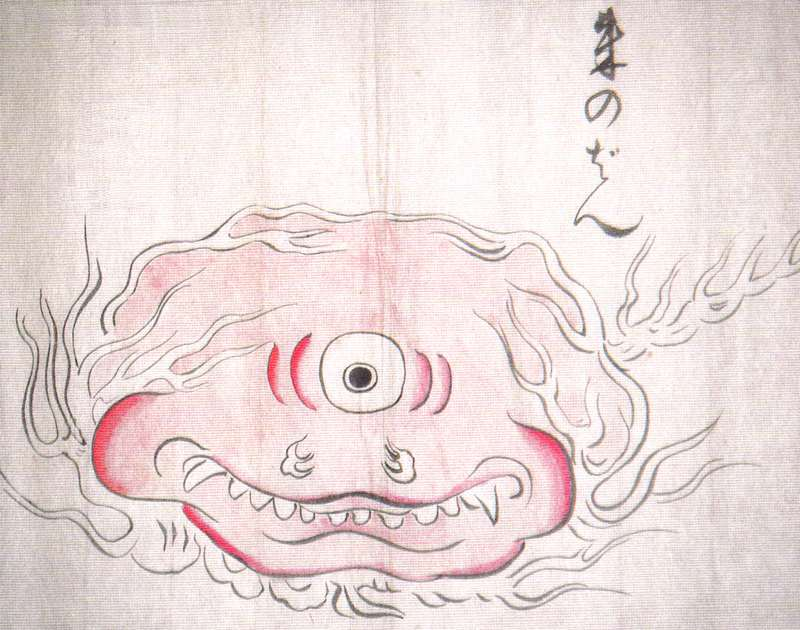
『化物づくし絵』より「朱のばん」

泉鏡花による戯曲『天守物語』は、城に宿る亀姫などをはじめ『老媼茶話』に収録された説話から劇中に登場する妖怪たちの題材の着想を得ており（博文館から出版された帝国文庫に収録されたことにより、当時読まれるようになっていた）、「しゅのばん」を素材とした朱の盤坊（しゅのばんぼう）、舌長姥が登場する。朱の盤坊は頭にサイのような1本の角を生やした、十文字ヶ原に棲む妖怪と劇中では設定されている。
「しゅのぼん」という呼称で知られる妖怪の姿は、水木しげるのデザインによるものである。これは妖怪画として描かれたものであり、水木による妖怪図鑑などに収録されている。アニメ版の『ゲゲゲの鬼太郎』（第3期～）において、ぬらりひょんの手下として凖レギュラー登場するようになってから良く知られるようになった。水木による「しゅのぼん」の頭に角を持つ点などのデザインは『老媼茶話』に登場する「しゅのばん」の文字表現を下敷きにしていると考えられる。
古典では、『諸国百物語』などを典拠とした1776年（安永5年）の黄表紙『御伽百物語』の「中巻十丁裏 しゆばんといふばけもの」で、妖怪が侍を驚かす挿絵が描かれている。この典拠は『諸国百物語』の「巻之一 十九 会津須波の宮首番と云ふばけ物の事」だが、同話には挿絵が無いことから、江戸時代において朱の盆を図像化した希少な例と考えられている。
平成23年（2011年）、兵庫県立歴史博物館学芸員・香川雅信が入手した妖怪画『化物づくし絵』の中に「朱のばん」と記された一つ目で赤い顔の火に包まれた妖怪の絵（画像参照）が発見され、江戸時代における「しゅのばん」の絵画例の一つではないかと見られている。『化物づくし絵』の制作年代は明らかではないが、江戸時代中期ごろには版本（『諸国百物語』）などでも「しゅのばん」の話が掲載されていたことなどとあわせて考えれば、これに類した妖怪を題材としたものであろうと考えられるが、他に描かれている妖怪たちは題材が不明なものが多く、『化物づくし絵』の画家による独創による絵画化なのか、別に手本となる絵画が存在したかはわからない。